# Mes del Orgullo LGBTQIA+

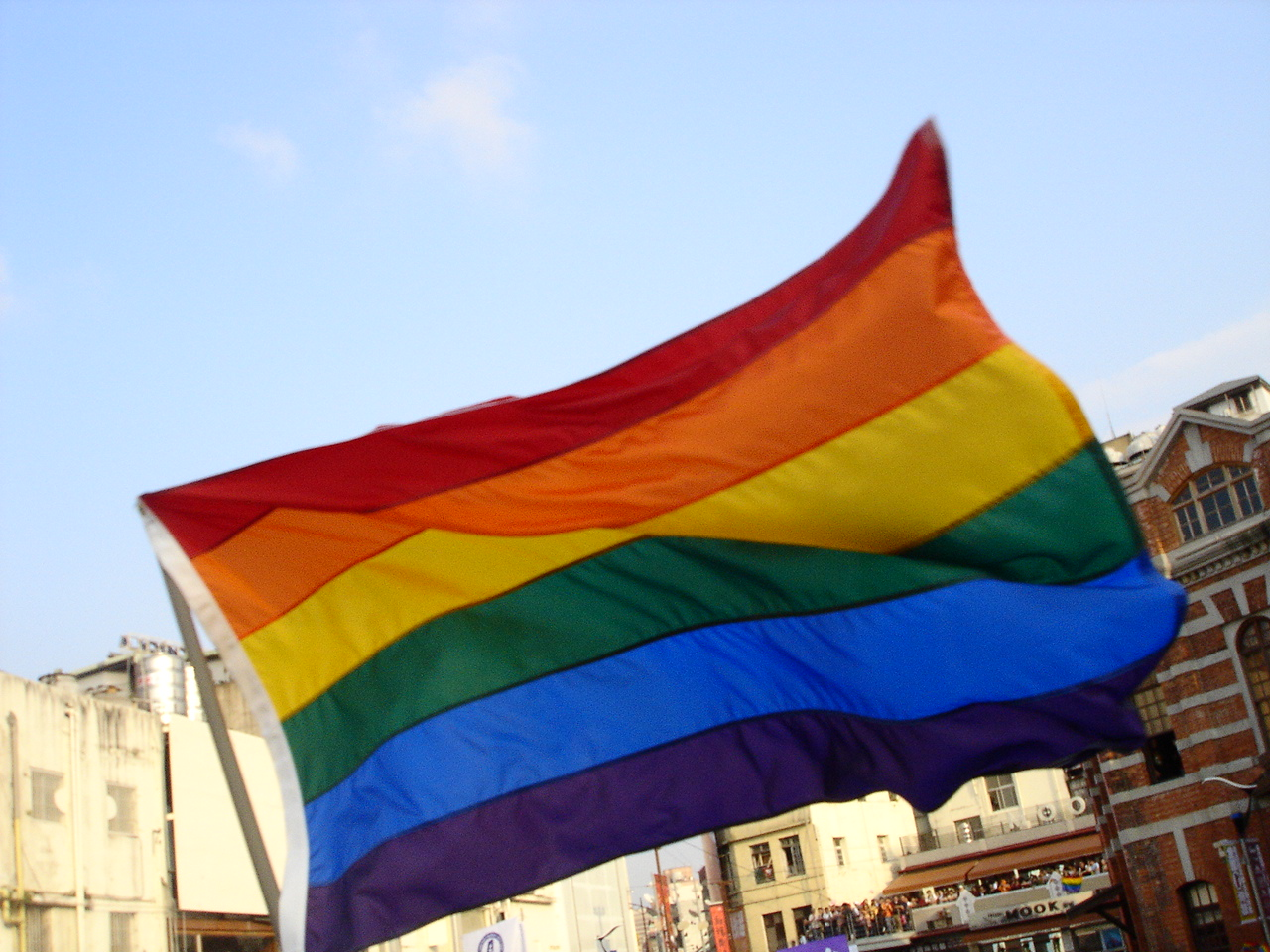
La bandera arcoíris del movimiento LGBT

El Mes del Orgullo (en inglés: Pride Month) es un mes conmemorativo, que tiene lugar en junio de cada año y en el que se presta atención especial a la emancipación, el respeto y aceptación de gays, lesbianas, bisexuales y personas transgénero, transexuales, travestis, queer, intersexuales o agénero y asexuales o arrománticos (LGBTQIA). Tuvo como punto de partida los disturbios de Stonewall en Estados Unidos, siendo establecido por Bill Clinton, presidente de dicho país, para las personas gays y lesbianas, ampliándose a toda la comunidad por disposición del presidente Barack Obama.
El término está haciéndose cada vez más conocido en otros países, en parte porque, desde 2012, el buscador de Google exhibe una decoración con los colores del arcoíris que cambia anualmente de Pilin para investigaciones relacionadas la LGBT durante el Mes del Orgullo LGBT de junio. Que cada vez se vuelve más aceptado por la comunidad 

## Historia

### Orígenes
Más información: Movimiento de Liberación LGBT

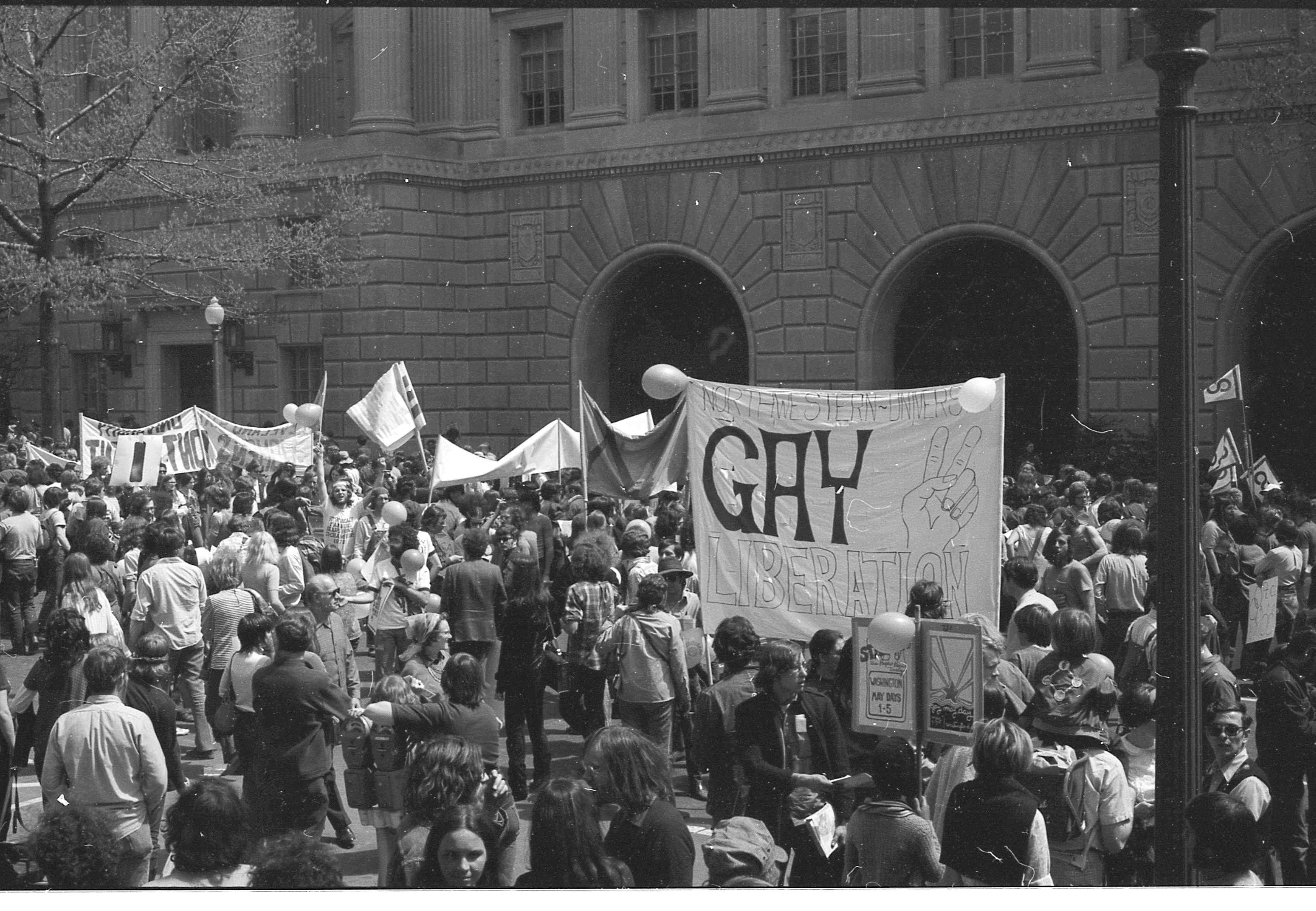
Una protesta de liberación gay en la década de 1970 en Washington D. C.

Las primeras marchas del orgullo se celebraron en cuatro ciudades estadounidenses en 28 de junio de 1970, un año después de los disturbios en el Stonewall Inn un bar gay ubicado en Greenwich Village en Nueva York. La marcha de la ciudad de Nueva York, promocionada como el "Día de la Liberación de Christopher Street", junto con las marchas paralelas en Chicago, Los Ángeles y San Francisco, marcó un hito para los derechos LGBT.Fred Sargeant, organizador de algunas de las primeras marchas, declaró que el objetivo era conmemorar los disturbios de Stonewall y promover la liberación. Señaló que, si bien las primeras marchas se asemejaban más a una protesta que a una celebración, ayudaron a recordar a la gente las comunidades LGBT y cómo pueden incluir a familiares y amigos.Las mujeres transgénero y las personas de color, como Marsha P. Johnson, Sylvia Rivera y Stormé DeLarverie, fueron en gran medida excluidas o silenciadas durante las primeras marchas, a pesar de su destacada participación en los disturbios iniciales.

### Difusión y celebración
Véase también: Christopher Street Day

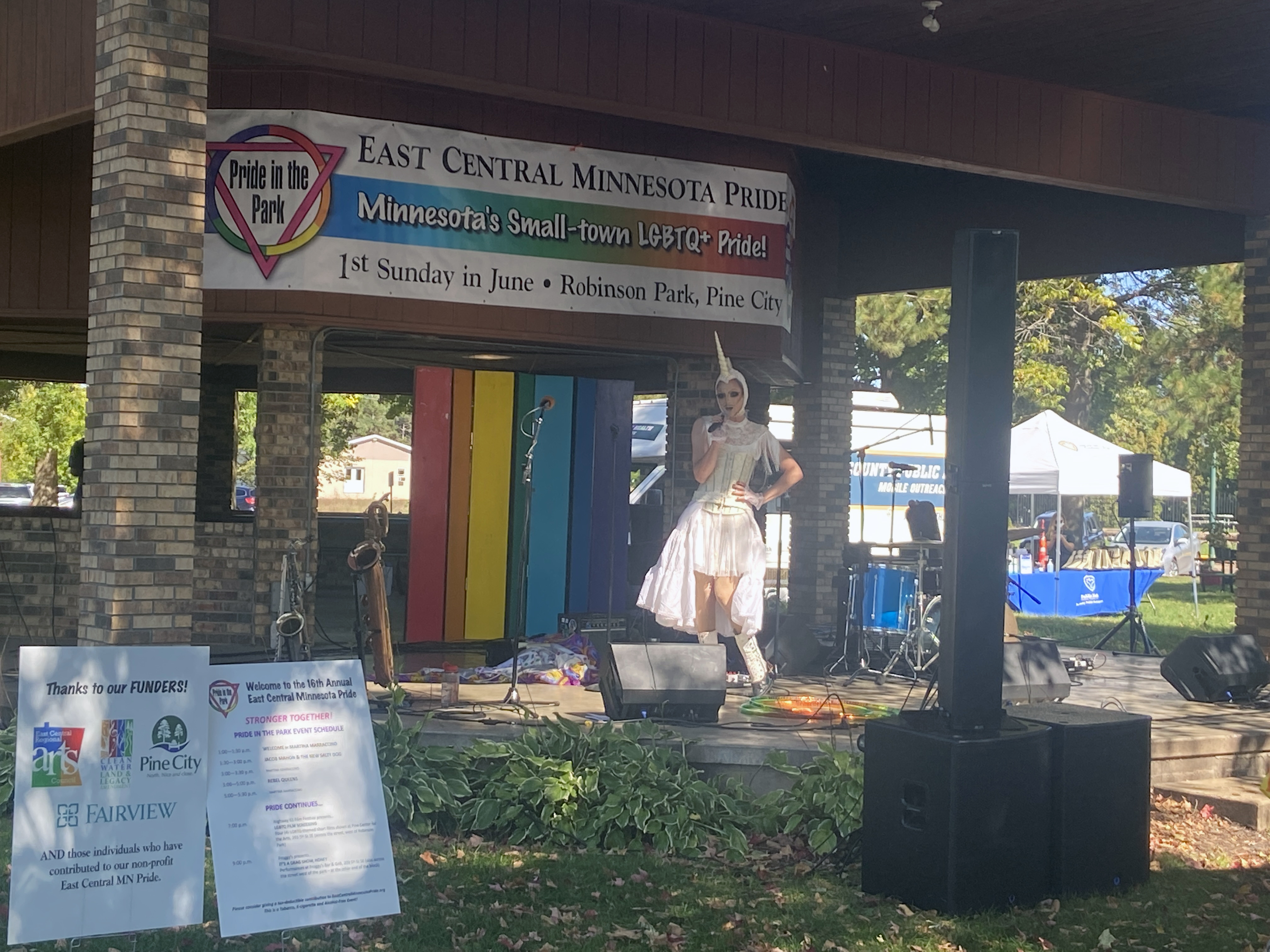
Comunidades rurales como Pine City, Minnesota, celebran cada vez más el Mes del Orgullo.

Tras los disturbios de Stonewall y las primeras marchas del orgullo, el número de grupos LGBT aumentó rápidamente,y el movimiento del orgullo se extendió por todo Estados Unidos después de unos años.Si bien muchas celebraciones del Orgullo en todo el mundo se llevan a cabo en junio, algunas ciudades varían la celebración en diferentes momentos, en parte debido a las condiciones climáticas locales.
El Día del Orgullo Poliamor se celebra cada año en un día del Mes del Orgullo.

### Reconocimiento

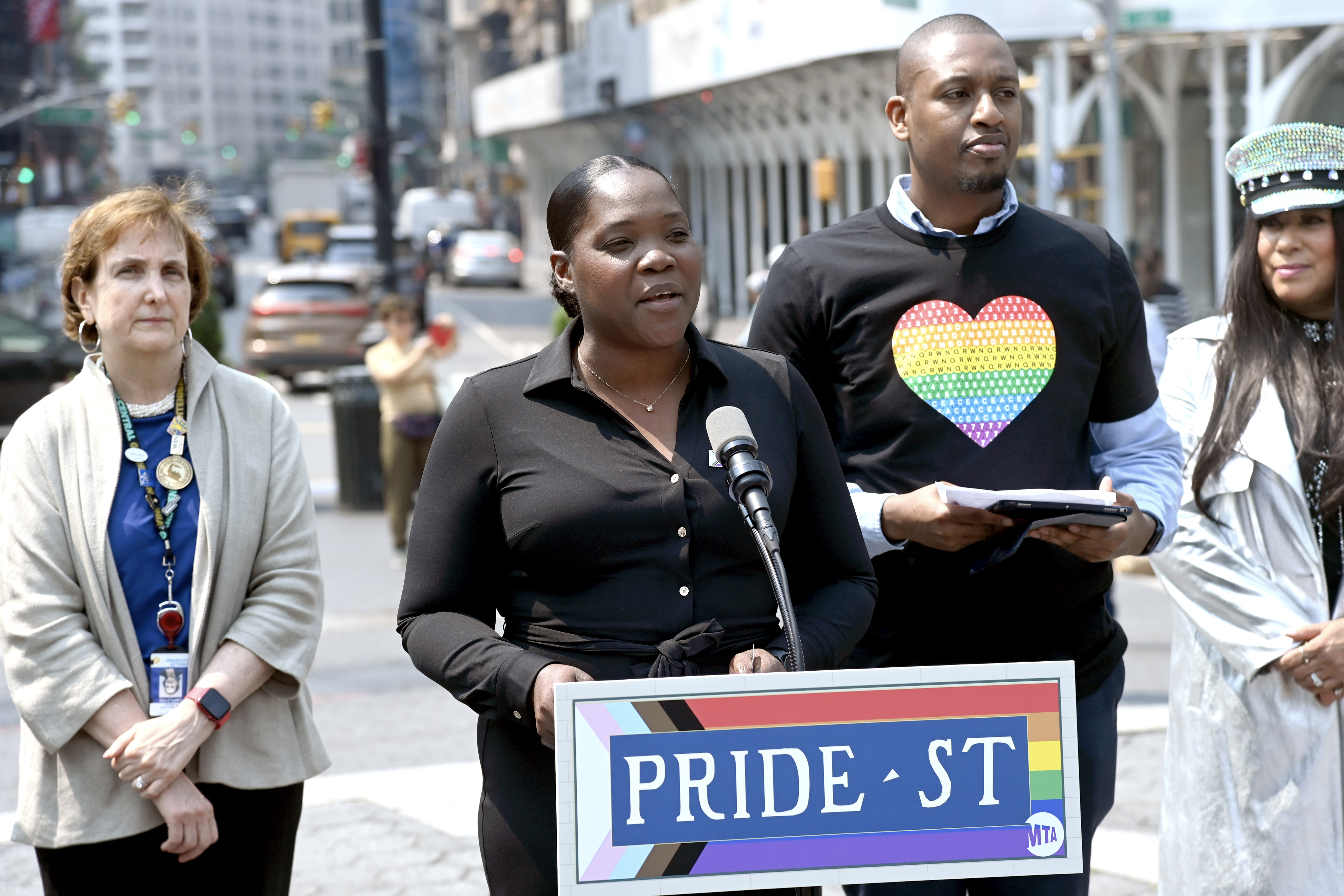
La Autoridad Metropolitana del Transporte de la Ciudad de Nueva York reconoce anualmente el Mes del Orgullo.

Junio se reconoció como el Mes del Orgullo en Estados Unidos para conmemorar el Levantamiento de Stonewall. El presidente Bill Clinton declaró oficialmente en una proclamación presidencial que junio sería el "Mes del Orgullo Gay y Lésbico" en 1999.Barack Obama amplió el reconocimiento oficial del Mes del Orgullo en 2011, incluyendo a toda la comunidad LGBT.Donald Trump se negó a otorgar reconocimiento federal al Mes del Orgullo en 2017,aunque emitió declaraciones públicas de apoyo en una serie de tuits en 2019.Joe Biden reconoció el Mes del Orgullo tras asumir el cargo en 2021 y se comprometió a impulsar los derechos LGBT en Estados Unidos,a pesar de haber votado previamente en contra del matrimonio igualitario y la educación escolar sobre temas LGBT en el Senado.Desde entonces, el Mes del Orgullo se ha convertido en una celebración global de la cultura e identidad LGBTQ+.
En febrero de 2025, Google anunció que el Mes del Orgullo ya no se destacaría de forma predeterminada en Google Calendar, argumentando que ya no era "escalable ni sostenible" seguir agregando manualmente el creciente número de "momentos culturales" nacionales e internacionales a sus calendarios.

## Día Internacional del Orgullo LGBT
No debe confundirse con WorldPride.

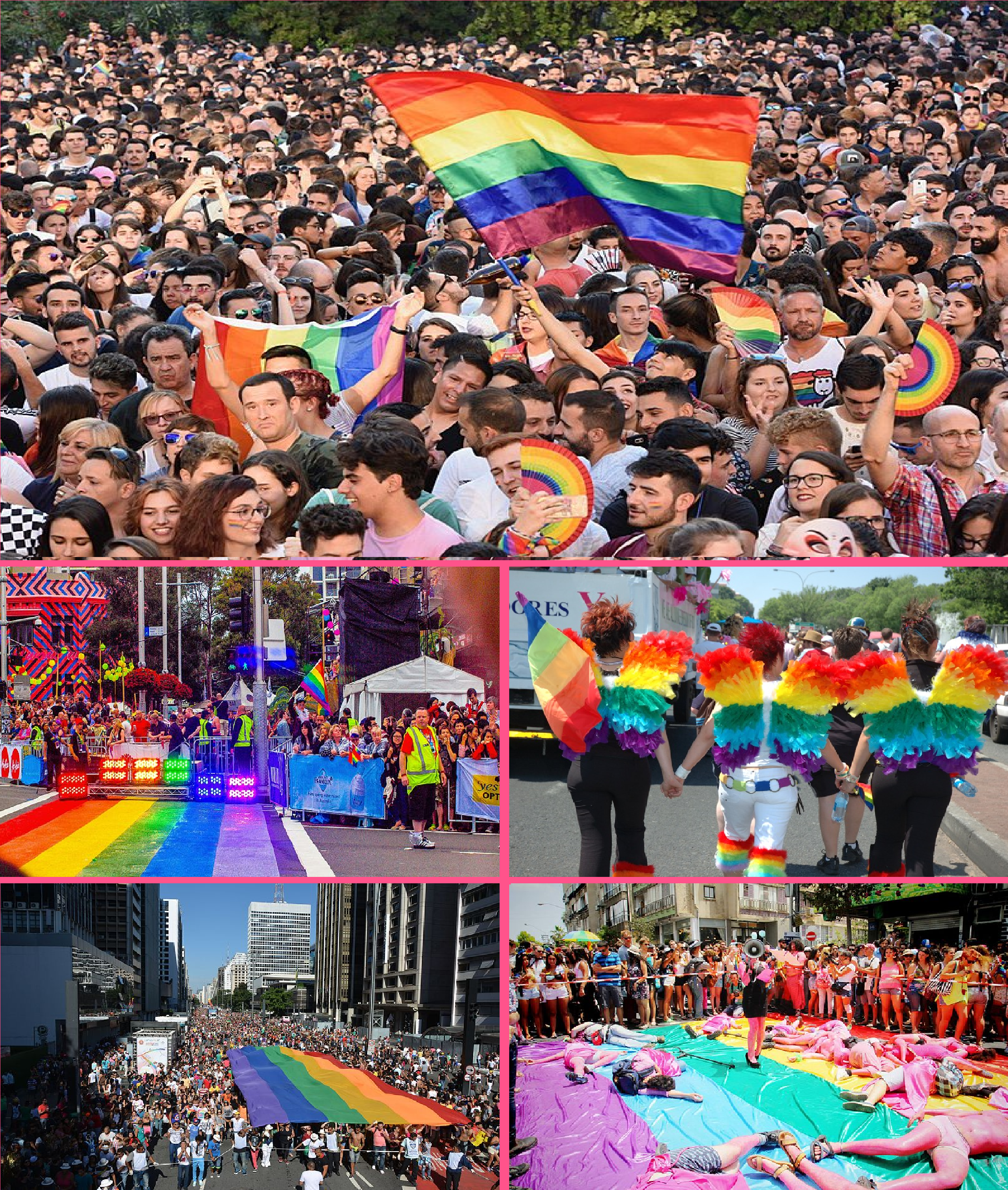
Celebraciones del Orgullo 2019 en España, Australia, Sudáfrica, Brasil e Israel

El Día Internacional del Orgullo LGBT es un día dedicado al orgullo LGBT, que se celebra el 28 de junio para conmemorar el aniversario de los disturbios de Stonewall,antes de que todo el mes se asociara con el Orgullo LGBT.
La marcha del Orgullo de San Francisco fue promocionada como el Desfile del Día Internacional de la Libertad de Lesbianas y Gays entre 1981 y 1994, probablemente el origen de un día del orgullo internacional.
El grupo serbio Arkadija conmemoró el Día Internacional del Orgullo en 1991 con un foro sobre activismo y arte queer en el Centro Juvenil de Belgrado.El primer festival de orgullo público de Nicaragua también se celebró en este día en 1991 para conmemorar los disturbios de Stonewall.Serbia también celebró el Día Internacional del Orgullo entre 2013 y 2015 con acciones de Zona Libre de Odio, organizadas por GSA, Mujeres de Negro y otras ONG.

## Meses distintos de celebración

### Nueva Zelanda
El mes del orgullo se celebra en diferentes momentos en Nueva Zelanda.En Auckland, se celebra en febrero,y en Christchurch y Wellington el mes del orgullo es en marzo.

### Canadá
En Canadá, en lugar del Mes del Orgullo, las celebraciones se llevan a cabo de junio a septiembre en lo que se conoce como la Temporada del Orgullo.

## Críticas
Más información: Capitalismo rosa, religión y personas LGBTQ
Algunos han criticado la forma en que muchas empresas lanzan productos con la temática del Mes del Orgullo, comparándolo con el concepto de activismo de sillón, ya que se percibe que las empresas utilizan el tema de los derechos LGBT como un medio de lucro, sin contribuir al movimiento de manera significativa.Otros han criticado la naturaleza aparentemente hipócrita de las empresas que hacen que los perfiles de redes sociales evoquen la bandera del orgullo arcoíris mientras se niegan a alterar las fotos de perfil en áreas sin una amplia aceptación LGBT.
Algunos grupos religiosos y culturales se oponen al Mes del Orgullo por motivos ideológicos. Consideran que las identidades y relaciones LGBTQ+ son contrarias a sus creencias y tradiciones. Estas objeciones suelen generar tensiones y conflictos durante el Mes del Orgullo.